# يبيكشا سورانميلا
يبيكشا سورانميلا والمعروفة أيضًا باسم «بابا»، هي ممثلة سريلانكية وعضو سابق في برلمان سريلانكا. وقد اكتسبت شعبية لدورها في المسلسل التلفزيوني «بابا» الذي يبث على شبكة التلفزيون المستقلة.

## الحياة الشخصية
ولدت الممثلة والراقصة يبيكشا سورانميلا في الكويت لأبوين سريلانكيين حيث عاشت لمدة 20 عامًا قبل عودتها إلى سريلانكا في عام 2004. درست في المدرسة الهندية الدولية بالكويت وحصلت على دبلوم في الرقص. والدتها تدعى نيرمالي سورنامالي وأبوها من مواطني ال Tamil. قالت إنها لا تعرف أبدًا والدها بسبب طلاق الوالدين حيث كان عمرها 4 سنوات. لدى سورناملي شقيق آخر من أم أخرى تدعى جي.شيهان فرنادو.
تزوجت سوارنامالي أولاً من ماشيش شاميندا، حيث تم الاعتداء عليها من قبل زوجها وتم نقلها إلى المشفى بسبب كدمات وإصابات شديدة. وتم الانفصال في 31 يناير 2013، بأمر من محكمة مقاطعة كولومبو. هي الآن متزوجة من مالك بيع السيارات سامنثا بيريرا، حيث تم الاحتفال بالزفاف في 13 مارس 2016.